# La fase següent
"La fase següent" (títol original en anglès "The Next Phase")  és el 24è episodi de la cinquena temporada, de la sèrie de televisió de ciència-ficció estatunidenca Star Trek: La nova generació i el 124è de tota la sèrie. Es va emetre originalment el 18 de maig de 1992 en redifusió als Estats Units.  L'episodi va ser escrit per Ronald D. Moore i dirigit per David Carson.
Ambientada al segle XXIV, la sèrie segueix les aventures de la tripulació de la nau de la Flota Estel·lar de la Federació Enterprise-D sota el comandament del capità Jean-Luc Picard. En aquest episodi, l'«Enterprise» respon a una trucada de socors d'una nau científica romulana. El tinent comandant Geordi La Forge i l'alferes Ro Laren es perden en un accident de transportador quan tornen a l'Enterprise amb un generador avariat de la nau romulana.

## Argument
Mentre la nau estel·lar Enterprise respon a una trucada de socors d'una nau romulana que ha patit una explosió a bord, l'alferes Ro i el tinent comandant Geordi La Forge semblen perdre's en una teleportació des de la nau romulana fins a l' Enterprise. Ro i La Forge es troben a l' Enterprise, incapaços d'interactuar amb la nau ni amb la tripulació, però capaços d'interactuar entre ells. Mentre La Forge creu que encara són vius, Ro veu la Dra. Crusher fent els seus certificats de defunció i creu que són morts; intenta fer les paus amb els seus antics companys de tripulació mentre preparen un funeral. El tinent comandant Data rastreja la causa de l'accident de transportador fins a la nau romulana. Ro i La Forge van amb Data i el tinent Worf mentre piloten una llançadora fins a la nau romulana. A bord, La Forge descobreix un dispositiu inversor de fase i teoritza que ell i Ro estan fora de fase i, per tant, indetectables. També sent la tripulació romulana discutint un pla per transmetre un senyal a l'«Enterprise» que farà que el nucli de curvatura exploti la propera vegada que la nau entri en curvatura. Els dos tornen amb Data i Worf a l'"Enterprise" per intentar avisar la tripulació, sense adonar-se que un romulà, també fora de fase, els segueix.
A bord de l'"Enterprise", La Forge observa Data mentre analitza les dades de la nau romulana i descobreix alts nivells d'emissions de cronòtones, part de la fallada del sistema de transport. La Forge reconeix que passant a través d'objectes de la nau, pot crear aquestes emissions i intenta animar Data a estudiar-les més, però falla. Ro es troba amb el romulà, armat amb un disruptor, i el porta a una persecució a través de les parets de les casernes de la tripulació, alliberant més radiació de cronòtones que capta l'interès de Data. Quan Data entra a l'habitació on el romulà ha acorralat Ro, La Forge s'afanya contra el romulà, fent que voli a través del casc extern de la nau cap a l'espai. La Forge recupera el disruptor.
Tot i que el capità Picard ordena que la nau entri en curvatura després que la seva investigació estigui completa, Data li adverteix que no ho faci fins que completi un escombrat de la nau amb partícules "anyon" per eliminar la radiació cronòtona. Sabent que queda poc temps abans que la nau entri en curvatura, Ro i La Forge es dirigeixen al seu funeral, per al qual Data ha planejat un funeral de jazz, i intenten passar a través dels objectes. Disparen el disruptor romulà per atraure l'atenció dels assistents. Quan això no funciona, Ro sobrecarrega el disruptor, provocant una gran explosió de radiació cronòtona. Data indica a l'ordinador que escombri Ten Forward amb partícules anyon, fent que Ro i La Forge es facin visibles temporalment davant de Data i Picard. Data dedueix el destí dels membres de la tripulació i ordena una altra inundació massiva de partícules anyon, cosa que torna a posar Ro i La Forge en fase. La Forge aconsegueix avisar a l'enginyeria sobre el nucli de curvatura a temps. Ell i Ro s'uneixen al seu "funeral" i ho celebren amb la resta de la tripulació amb un to molt més alegre per a l'ocasió.

## Repartiment i doblatge al català
La sèrie va ser doblada al català pels estudis Tramontana (primera part) i Soundtrack (segona part) i emesa a TV3 l’any 1991. Els dobladors de l'episodi foren:
| Personatge      | Actor/actriu       | Veu en català        |
| --------------- | ------------------ | -------------------- |
| Jean-Luc Picard | Patrick Stewart    | Joan Crosas          |
| William Riker   | Jonathan Frakes    | Antoni Forteza       |
| Data            | Brent Spinner      | Joaquim Sota         |
| Geordi La Forge | LeVar Burton       | Aleix Estadella      |
| Worf            | Michael Dorn       | Enric Arquimbau      |
| Beverly Crusher | Gates McFadden     | Aurora Garcia        |
| Deanna Troi     | Marina Sirtis      | Victòria Pagès       |
| Ro Laren        | Michelle Forbes    | Teresa Manresa       |
| Mirok           | Thomas Kopache     | Santi Lorenz         |
| Varel           | Susanna Thompson   | Maria Josep Guasch   |
| Cap Brossmer    | Shelby Leverington | Maria Jesús Lleonart |
| Parem           | Brian Cousins      | Francesc Figuerola   |

## Producció
"La fase següent" es va planejar originalment com un episodi de baix cost, però a causa dels nombrosos efectes especials utilitzats, es va convertir en un dels episodis més cars de la cinquena temporada de "Star Trek: La nova generació".
El guió d'aquest episodi combinava dues propostes diferents en una sola història. Originalment, se suposava que La Forge i Troi havien de ser traslladades fora de la fase, però l'equip de producció va considerar que Troi ja havia tingut prou escenes d'acció a la cinquena temporada, així que la van intercanviar per Ro Laren.